# Andrzej Klimaszewski
Andrzej Aleksander Klimaszewski (Poznań, 26 de noviembre de 1954) es un deportista polaco que compitió en piragüismo en la modalidad de aguas tranquilas.
Ganó cinco medallas en el Campeonato Mundial de Piragüismo entre los años 1977 y 1983. Participó en los Juegos Olímpicos de Moscú 1980, donde fue eliminado en la repesca de la prueba de K2 1000 m.

## Palmarés internacional
| Campeonato Mundial | Campeonato Mundial       | Campeonato Mundial | Campeonato Mundial |
| Año                | Lugar                    | Medalla            | Competición        |
| ------------------ | ------------------------ | ------------------ | ------------------ |
| 1977               | Sofía (Bulgaria)         | Medalla de bronce  | K4 10 000 m        |
| 1978               | Belgrado (Yugoslavia)    | Medalla de plata   | K4 10 000 m        |
| 1979               | Duisburgo (RFA)          | Medalla de plata   | K4 10 000 m        |
| 1981               | Nottingham (Reino Unido) | Medalla de plata   | K4 10 000 m        |
| 1983               | Tampere (Finlandia)      | Medalla de bronce  | K4 10 000 m        |